# Franz Ackermann
Franz Ackermann (Neumarkt-Sankt Veit, 1963) és un pintor i instal·lador artístic alemany establert a Berlín. Realitza dibuixos abstractes.
Va assistir a l'Acadèmia de Belles Arts de Múnic entre 1984 - 1988 i a l'Escola de Belles Arts d'Hamburg entre 1989 - 1991, on va estudiar sota la tutela de Bernhard J. Blume. Els seus estudis van portar a Hong Kong gràcies al Servei Alemany d'Intercanvi Acadèmic (DAAD). Des de 2001 és professor de pintura a l'Acadèmia d'Art de Karlsruhe.
Els temes de les seves obres se centren en qüestions de viatge, la globalització i l'estètica de les grans àrees urbanes. Cal destacar la sèrie de pintures sobre viatges en petites composicions anomenada Mapes mentals.
En 2004, Ackermann va ser nominat per al Premi Hugo Boss. El 2005 va rebre el "Premi de les IFM Kunst am Bau 2005" pel seu disseny mural amb el títol El gran viatge a l'estació de metro de Múnic Georg Brauchle-Ring.
La seva obra s'ha mostrat internacionalment en nombroses exposicions inclosa la Biennal de Venècia de 2003, Dibuix ara: 8 proposicions al Museu d'Art Modern de Nova York, Híbrids a la Tate de Liverpool, Sistema Mundial de Navegació al Palau de Tòquio a París i Temporades al Sol al Museu Stedelijk d'Amsterdam.
Moltes de les seves obres es troben en la col·lecció del Museu d'Art Modern de Nova York.